# Parathalassius aldrichi
Parathalassius aldrichi är en tvåvingeart som beskrevs av Axel Leonard Melander 1906. Parathalassius aldrichi ingår i släktet Parathalassius och familjen styltflugor.
Artens utbredningsområde är Washington. Inga underarter finns listade i Catalogue of Life.